# ティルヴァッルール
座標: 北緯13度09分 東経79度55分 / 北緯13.15度 東経79.91度
ティルヴァッルール（タミル語: திருவள்ளூர்、英語: Thiruvallur）は、インド南部のタミル・ナードゥ州にある都市。
ティルヴァッルール県の県庁所在地であり、同県ティルヴァッルール郡の中心都市である。グレード I 自治体。

## 地理
- チェンナイまで 44km
- ティルッチラーッパッリまで 363km
- マドゥライまで 491km
- コーヤンブットゥールまで 536km
- カンニヤークマリまで 733km

チェンナイ (マドラス) のダウンタウンから西に 46 km (29 mi) ほどの クーム川のほとりに位置する都市であり、チェンナイの衛星都市となっている。ティルヴァッルール県の県庁所在地および同県ティルヴァッルール郡の中心都市である。

## 文化
ティルヴァッルールは、ヒンドゥー教寺院のVeeraraghava Swamy寺院で知られている。同寺院はヴィシュヌ派の108の巡礼地（ディヴィヤ・デサム）である。また、緑色の花崗岩でできたムールティのあるViswaroopa Panchamukha寺院も有名である。

## 交通
街の中心部にはチェンナイ近郊鉄道のティルヴァッルール駅が存在する。

## 語源

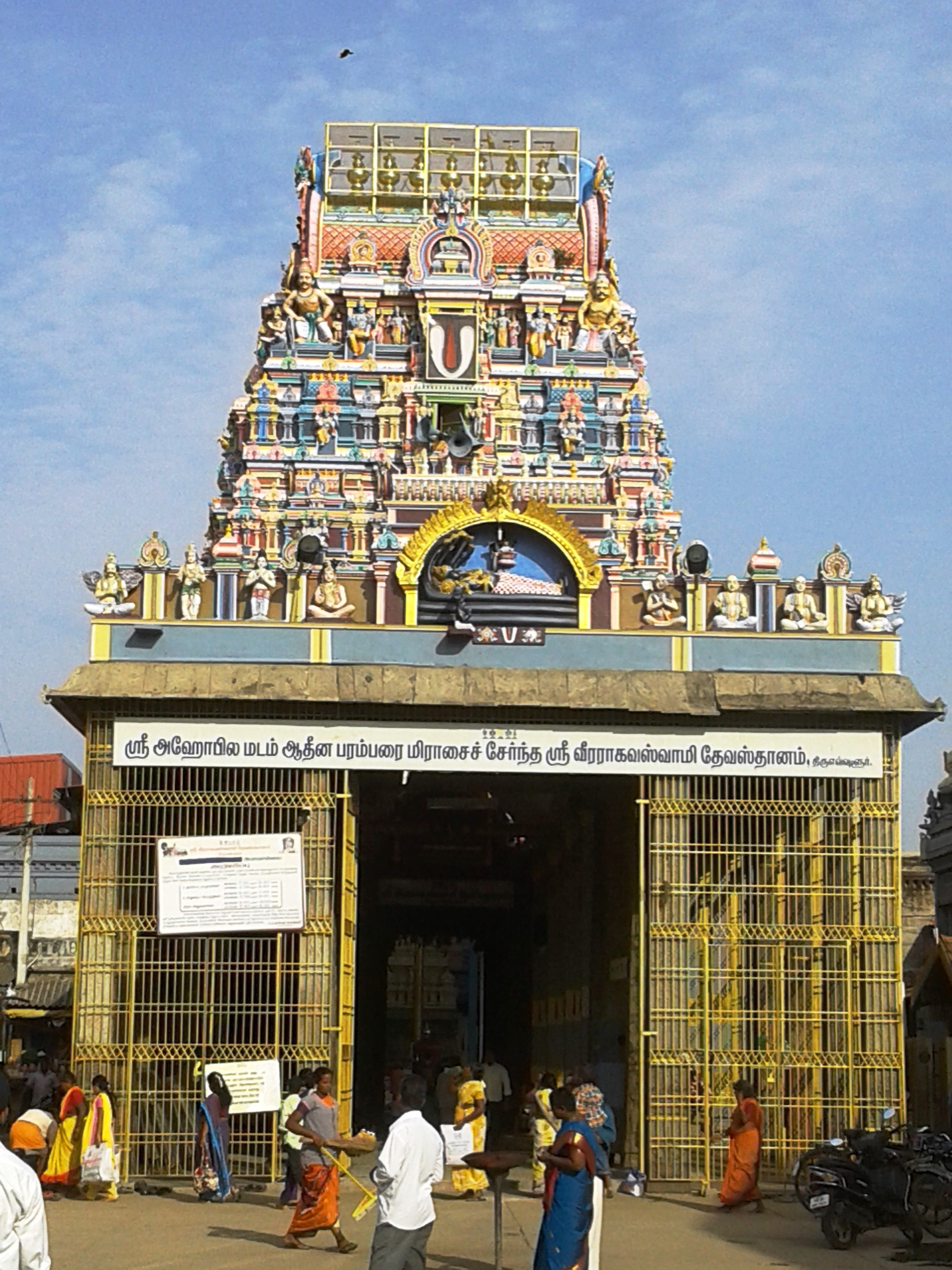
ティルヴァッルールのヴィーララーガヴァ・スワーミ寺院のゴープラム

「ティルヴァッルール」という都市名は、タミル語の「tiru evvull?」に由来すると考えられている。「tiru」は「神」を意味する南インドでよく使われる接頭辞であり、「evvull」は「どこで寝ているか」を意味している。すなわち、「ティルヴァッルール」とは、神Veeraraghava Swamiが聖人に一晩眠る場所を求めた場所または町を意味するといわれている。